# Iglesia de San Vicente (Cózar)
La iglesia de San Vicente es un edificio de la localidad española de Cózar, en la provincia de Ciudad Real. Cuenta con el estatus de bien de interés cultural.

## Descripción
Está dedicada a san Vicente mártir. El 23 de febrero de 1983 fue declarada monumento histórico-artístico, de carácter nacional, mediante un real decreto publicado el 18 de abril de ese mismo año en el Boletín Oficial del Estado. La iglesia aparece mencionada en la entrada correspondiente a Cózar del Diccionario geográfico-estadístico-histórico de España y sus posesiones de Ultramar de Pascual Madoz con las siguientes palabras:

igl. parr. dedicada á San Vicente Mártir, curato de entrada y provision del tribunal especial de las órdenes militares; el edificio es muy bueno con escelente sacristía, tal vez la mejor del campo de Montiel
(Madoz, 1847, p. 164)